# Modesto e Crescenzia
Modesto e Crescenzia furono due martiri paleocristiani morti durante la grande persecuzione di Diocleziano (303).

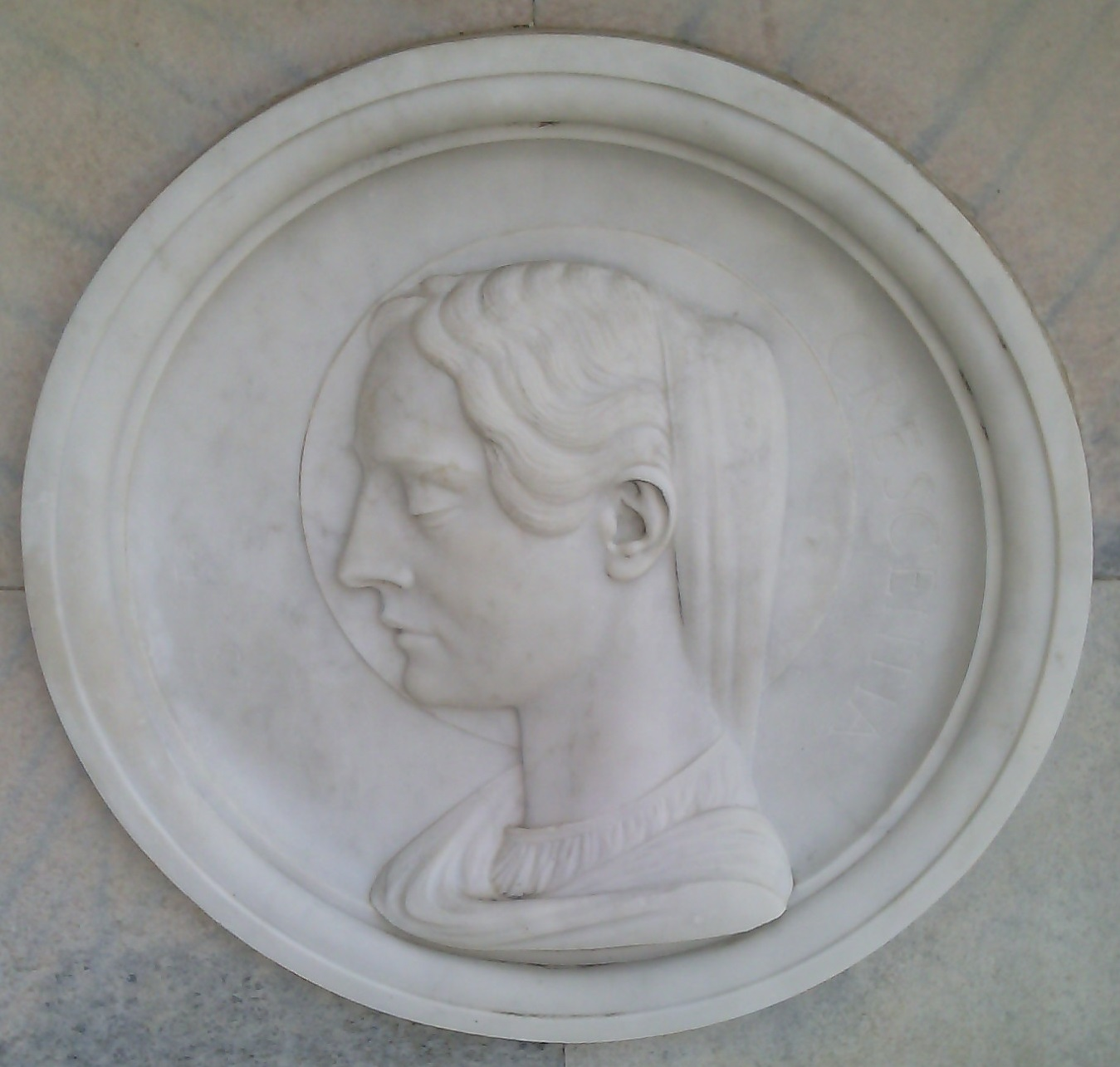
Santa Crescenzia in un busto a bassorilievo presso la Basilica di San Martino di Magenta

## Agiografia
Il Martirologio Romano non li cita, ma la tradizione li associa al siciliano San Vito, del quale Modesto era maestro e Crescenzia nutrice (lo stesso nome deriva da "accrescere", "allevare"). I due introdussero Vito al cristianesimo e questi, piuttosto che rinnegare davanti al padre la propria fede, dalla Sicilia fuggì con loro in Lucania, dove, a Capaccio, subirono il martirio. Secondo la tradizione, furono fatti bollire in un pentolone, sebbene secondo altre fonti risulta siano stati decapitati, vicenda più volte rappresentata nell'iconografia.
Il culto di Modesto e Crescenzia è più tardo rispetto a quello di San Vito e sicuramente privo di storicità. Il corpo di Santa Crescenzia si troverebbe nella basilica di San Martino a Magenta (MI), ma numerose località si contendono la presenza delle reliquie dei martiri.